# Collevalenza
Collevalenza is een klein dorp in Umbrië in Italië vlak bij Todi. Dit dorp is bekend als bedevaartsoord van de orde de "Sons of the Merciful Love", gesticht door Madre Speranza. Madre Speranza is geboren in Spanje in 1893 en gestorven in Collevalenza in 1983.
Het hoofdgebouw van het bedevaartsoord "Il Santuario di Collevalenza", is een kerk ontworpen in 1965 door de Madrilleense architect Giulio Lafuente. Het gebouw bestaat uit drie aparte gebedsruimtes, twee boven elkaar en een kleinere kapel aan de achterkant.
De architectuur valt vooral op door zijn structuur met veel bijzondere details. Alle muren zijn gebogen. Alleen de vloeren en het plafond is recht. In de bovenkerk bestaan de zijkapellen uit halfronde muren, die aan de buitenkant de indruk van grote pilaren geven.
De materialen bestaan uit steen, vele soorten marmer en hout. Naast de kerk staat een hoge klokkentoren, die al van verre te zien is.

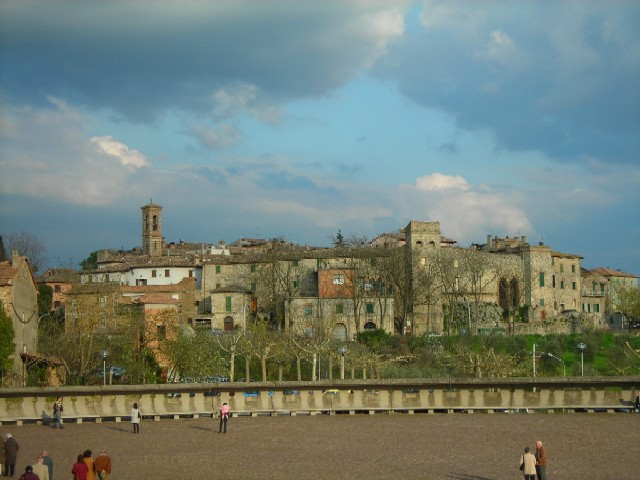
Collevalenza
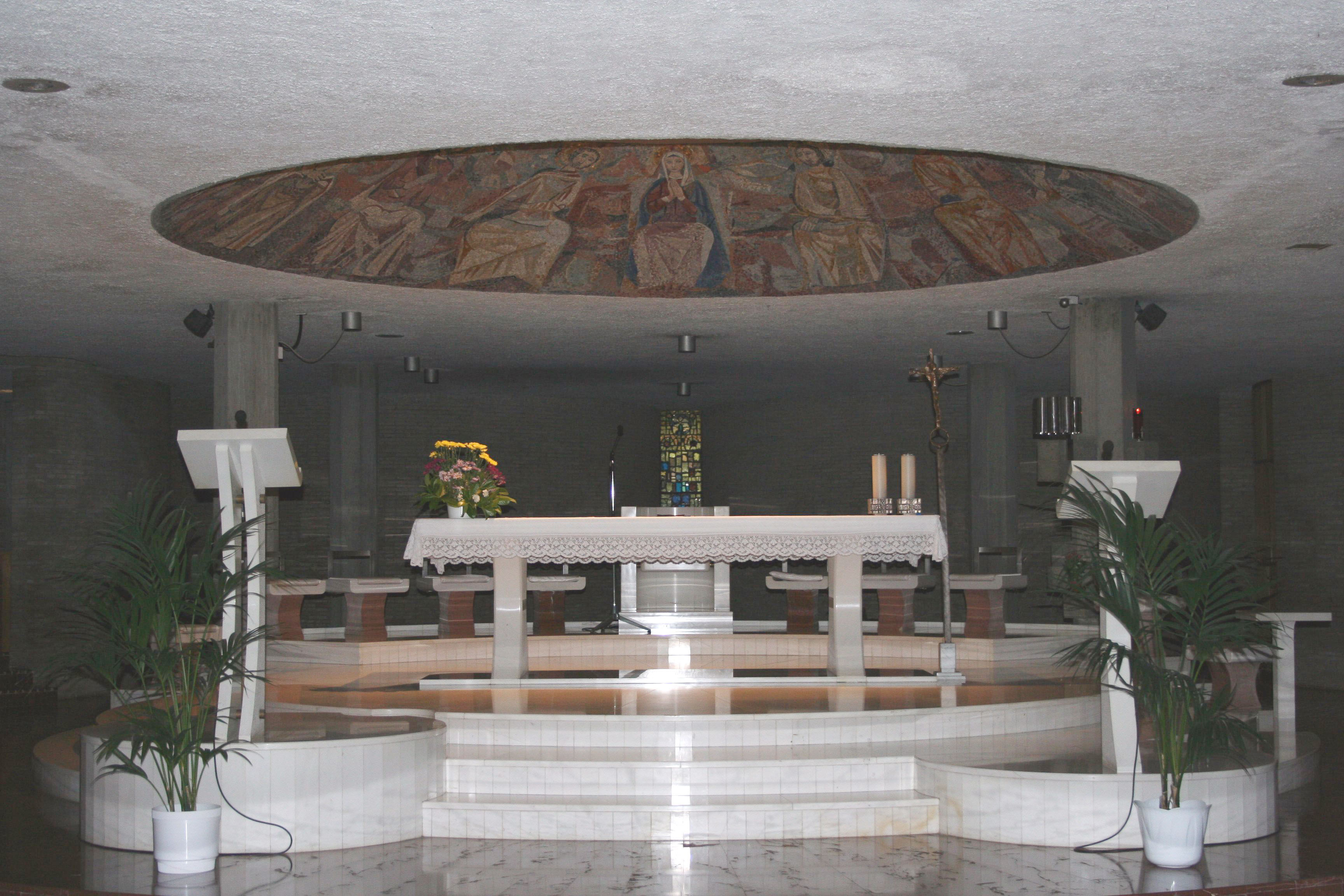
Het altaar in de bovenkerk in Collevalenza